# باب لوتز
باب لوتز (انگلیسی: Bob Lutz؛ زادهٔ ۱۲ فوریهٔ ۱۹۳۲) افسر بازنشسته و کارآفرین اهل ایالات متحده آمریکا است، که در سال ۲۰۰۸ شرکت وی‌ال‌اف را تأسیس کرد.